# 対泉院
対泉院（たいせんいん）は、青森県八戸市にある曹洞宗の寺院。根城南部氏一族の新田氏の菩提寺とされる。

## 文化財
- 山門は文化8年（1811年）以前に建立。2017年（平成29年）8月16日、県から重宝（有形文化財）指定を受けた[1]。山門前に天明の大飢饉の様子を伝える餓死萬霊等供養塔[2]と戒壇石がある（県史跡）。

## 墓
愛新覚羅慧生と恋に落ち、ピストル心中した大久保武道（天城山心中事件）の墓があり、慧生・武道の遺髪と爪が収められている。

## その他
大賀蓮が栽培されている。